# Transoksania

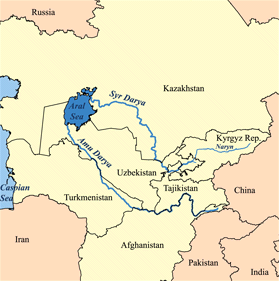
Transoksania i tereny przyległe

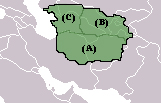
Chorasan (A), Mawarannahr (B) i Chorezm (C) w średniowieczu

Transoksania, Międzyrzecze, Mawarannahr (arab.: Ma Wara'un-Nahr ما وراء النهر) / perski: Farārud فرارود) / turecki Maverannehir) – historyczna nazwa części Azji Środkowej, odpowiadającej w przybliżeniu dzisiejszemu Uzbekistanowi, Tadżykistanowi oraz południowo-zach. Kazachstanowi. Geograficznie oznacza region pomiędzy rzekami Amu-darią i Syr-darią. 
Dzisiaj tym terminem zwykle oznacza się dany obszar w VIII wieku n.e. lub jeszcze kilka wieków później. W eposie Szahname napisanym przez poetę Ferdousiego, Transoksania była ojczyzną irańskich koczowników, a rzeka Oxus (Amu-daria) – granicą między Iranem a Turanem.
Region był jedną z satrapii perskich za panowania dynastii Achemenidów i nazywał się Sogdiana. Natomiast termin Transoxiana pochodzi z łaciny i oznacza "Za rzeką Oxus", jak po grecku nazywała się Amu-daria. Takie samo znaczenie ma arabskie mā wara` an-nahr, dosłownie "to co za rzeką".

## Ojczyzna Tamerlana
Tu ok. 1336 roku urodził się Timur Lang z plemienia Barłasów, znany w Polsce jako Tamerlan, strateg i zdobywca ogromnych połaci Azji Środkowej i Bliskiego Wschodu. Tutaj właśnie zaczynał on swoją karierę wojskową i polityczną, zostając emirem Mawarannahru.